# 寇特布里奇、克里斯頓和貝爾斯希爾 (英國國會選區)
寇特布里奇、克里斯頓和貝爾斯希爾（英語：Coatbridge, Chryston and Bellshill），英國國會蘇格蘭一自治市選區，包括北拉納克郡一部。選區設於2005年。
本區自創設以來當區議員為工黨的湯姆·克拉克。他在2010年大選以66.6%選票連任。此後截至2019年，每次大選皆於工黨和蘇格蘭民族黨之間易手。